# Substrata 2
Substrata² is een dubbel album van ambient-muzikant Biosphere dat op 21 mei 2001, het licht zag.
De eerste cd van het album is een heruitgegeven versie van een ander album Substrata, en de tweede cd is samengesteld uit eerder heruitgegeven, moeilijk te vinden en nieuw materiaal.

## Tracklist

### cd 1
1. "As The Sun Kissed The Horizon" – 1:47
2. "Poa Alpina" – 4:11
3. "Chukhung" – 7:34
4. "The Things I Tell You" – 6:28
5. "Times When I Know You'll Be Sad" – 3:44
6. "Hyperborea" – 5:45
7. "Kobresia" – 7:12
8. "Antennaria" – 5:04
9. "Uva-Ursi" – 3:01
10. "Sphere Of No-Form" – 5:47
11. "Silene" – 7:53

### cd 2
1. "Prologue" – 0:19
2. "The Silent Orchestra" – 7:52
3. "City Wakes Up" – 5:58
4. "Freeze-Frames" – 6:46
5. "Manicure" – 4:43
6. "The Club" – 1:57
7. "Ballerina" – 7:50
8. "The Eye Of The Cyclone" – 7:22
9. "Endurium" – 10:47